# Pons-Guillaume-Bazile Charmasson de Puylaval
Pons Guillaume Bazile Charmasson de Puylaval, né le 12 avril 1780 à Villeneuve-lès-Avignon et mort le 10 avril 1864 à Saint-Paul-les-Fonts, est un marin et administrateur colonial français.

## Biographie
Il s'enrôle dans la marine comme novice en 1799, est promu aide-timonier en 1800 puis aspirant de marine en 1801. Il navigue en Méditerranée et est naufragé sur les Côtes de Barbarie en 1802. Puis il rejoint l'équipage du vaisseau Annibal avec lequel il participe à l'expédition de Saint-Domingue où il est blessé sérieusement. Nommé enseigne de vaisseau en 1803, il embarque à bord du vaisseau de 74 Le Scipion sur lequel il combat deux ans plus tard à la bataille de Trafalgar, avant d'être capturé par les Anglais avec son bâtiment le 4 novembre 1805 lors de la bataille du Cap Ortegal.
Rendu par échange en mai 1810, il embarque sur la frégate La Pauline à bord de laquelle il navigue en Mer Adriatique. 
Promu lieutenant de vaisseau en 1812, il exerce son premier commandement sur la flûte L'Égyptienne de mai 1814 à mars 1815.
Passé capitaine de frégate en 1825, il commande la frégate La Syrène au sein de l'escadre qui mène l'expédition de Lisbonne en 1831. À l'issue de cette opération, il est promu capitaine de vaisseau le 20 août 1831.
Il succède ensuite au capitaine de corvette Julien-Armand Soret aux fonctions de gouverneur de la colonie du Sénégal de 1839 à 1841, puis occupe le poste de gouverneur de la Guyane française de 1841 à 1843. Admis à la retraite en octobre 1843, il remet ses fonctions à son successeur le capitaine de vaisseau Layrle.
Créé chevalier de la Légion d'honneur dès 1804, il ne passa officier du même ordre qu'en 1837, après avoir été fait chevalier de l'ordre de Saint-Louis en 1823.
Son tombeau, toujours subsistant, est répertorié au titre des souvenirs napoléoniens et a été rénové en 2008.
Son fils, Pons-Marie-Auguste-Nicolas Charmasson de Puylaval, (1814 Toulon -1883 Tarbes), docteur en médecine de la Faculté de Paris, médecin inspecteur, des Eaux de Saint-Sauveur, a épousé Louise-Caroline Marestier, la fille de Jean-Baptiste Marestier, ils sont inhumés au cimetière Montmartre.

## Sources
- Dossier de Légion d'honneur du capitaine de vaisseau Charmasson de Puylaval.
- « Fastes de la légion-d'honneur : biographie de tous les décorés accompagnée de l'histoire législative et réglementaire de l'ordre. Tome 4 / par MM. Liévyns,..., Verdot,..., Bégat,...» pages 173 et 174.
- Christian Schefer, Instructions générales données de 1763 à 1870 aux gouverneurs et ordonnateurs des établissements français en Afrique Occidentale. Tome II : 1831-1870, Société française d'histoire des outre-mers, 1927, 700 p.